# Моё лето любви
«Моё лето любви» (англ. My Summer of Love) — британская мелодрама 2004 года режиссёра Павла Павликовского по одноимённому роману Хелен Кросс.

## Сюжет
Мона (Натали Пресс), шестнадцатилетняя девушка, живёт в маленьком британском городке. Жизнь там, скучная и однообразная, стала для неё ещё более невыносима с тех пор, как её брат Фил (Пэдди Консидайн) стал новообращённым христианином. Бар, который он раньше держал, он превратил в место встреч и молитв.
Блуждая по окрестностям городка, Мона встречает Тэмзин (Эмили Блант) — девушку-подростка, живущую неподалёку. Мать Тэмзин — успешная актриса, которой постоянно не бывает дома, как и отца-бизнесмена. Тэмзин тоже томится от скуки, живя в одиночестве в большом доме.
Познакомившись друг с другом, девушки получают возможность скрасить свои скучные будни. Их общение и развлечения переходят в романтические отношения. Целое лето они проводят вместе. Но когда домой собирается вернуться мать Тэмзин, девушка прекращает роман с Моной, сказав, что их отношения были для неё лишь забавой, и она не хочет, чтобы о них узнали её родители. Пораженная Мона вынуждена покинуть дом подруги.

## Актерский состав
| В ролях         |  | Персонаж |
| --------------- |  | -------- |
| Натали Пресс    |  | Мона     |
| Эмили Блант     |  | Тэмзин   |
| Пэдди Консидайн |  | Фил      |

## Награды
Фильм получил следующие награды:
| Награды                                     | Награды | Награды                                     | Награды                                             | Награды                                       |
| ------------------------------------------- | ------- | ------------------------------------------- | --------------------------------------------------- | --------------------------------------------- |
| Фестиваль / Премия                          | Год     | Награда                                     | Категория                                           | Победитель                                    |
| BAFTA                                       | 2005    | Alexander Korda Award for Best British Film |                                                     | Павел Павликовский Крис Коллинз Таня Сегачьян |
| Directors Guild of Great Britain (англ.)    | 2005    | DGGB Award                                  | Outstanding Directorial Achievement in British Film | Павел Павликовский Крис Коллинз Таня Сегачьян |
| Эдинбургский кинофестиваль                  | 2004    | Best New British Feature                    |                                                     | Павел Павликовский                            |
| Evening Standard British Film Awards (англ. | 2005    | Evening Standard British Film Award         | Лучший сценарий Most Promising Newcomer             | Павел Павликовский Натали Пресс Эмили Блант   |
| Премия Лондонской ассоциации кинокритиков   | 2005    | ALFS Award                                  | British Newcomer of the Year                        | Натали Пресс                                  |
| Мотовунский кинофестиваль                   | 2005    | Special Mention                             |                                                     | Натали Пресс Эмили Блант                      |
| Польская кинонаграда «Орлы»                 | 2006    | Орлы                                        | Лучший европейский фильм                            | Павел Павликовский                            |